# Фридрих Герхард Ролфс
Фридрих Герхард Ролфс (на немски: Friedrich Gerhard Rohlfs) е германски пътешественик, изследовател на Африка.

## Произход и младост (1831 – 1861)
Роден е на 14 април 1831 година в селището Вегезак (сега част от Бремен), Германия, като трети син в лекарско семейство. На 17-годишна възраст напуска гимназията в Целе и се записва в мускетарския батальон в Бремен, а след това е офицер в армията на Шлезвиг-Холщайн. За проявена смелост през юли 1850 е повишен в звание лейтенант, но скоро напуска армията и се записва да следва медицина в университетите в Хайделберг, Вюрцбург и Гьотинген. След като следва няколко семестъра, напуска и отново се записва в армията, този път в австрийската, но и там не се задържа дълго и през 1855 г. заминава за Алжир, записва се в чуждестранния легион като военен лекар и остава в него до 1860 г. като участва в множество военни походи. По време на пребиваването си в легиона изучава отлично арабски език и ритуалите на исляма.

## Пътешествия в Северна Африка (1861 – 1883)
През 1861 г., представяйки се за мюсюлманин, Ролфс постъпва на служба като главен военен лекар на султана на Мароко и в продължение на три години посещава градовете Танжер, Фес, Маракеш и други, и уточнява орографската схема на планинските хребети в Мароко.
През 1862 г. изследва атлантическото крайбрежие на Мароко от север на страната на юг до устието на река Сус и през Висок Атлас достига до оазиса Тафилалт (31°20′ с. ш. 4°20′ з. д. / 31.333333° с. ш. 4.333333° з. д.), където дотогава единствен е пребивавал Рене Огюст Кайе. Намерението му е да продължи на юг по пътя, по който Кайе пристига от Тимбукту, но не успява да осъществи намеренията си.
През 1864 Ролфс отново попада в оазиса Тафилалт и решава този път не да върви на юг, а на изток. Благополучно достига редица неизвестни дотогава за европейците оазиси, минава през оазиса Туат (Тидикелт) достига до Гадамес (31°10′ с. ш. 9°30′ и. д. / 31.166667° с. ш. 9.5° и. д.), а оттам до Триполи на север. По този начин той пръв прониква дълбоко в Алжирска Сахара. Съставя описание на маршрутите си и публикува две книги за пътешествията си.
През 1865 г. отново се стреми да осъществи намерението си да достигне Тимбукту от север през Сахара. Надява се от Триполи да достигна Ахагар в Централна Сахара и след това право на юг. Започналата война между туарегските племена го принуждава обаче да промени първоначалния си маршрут. От май 1865 до май 1867 г. става първият европеец, който пресича Сахара от Триполи до езерото Чад, като изследва платото Джос в Централна Нигерия и по реките Бенуе и Нигер се спуска до Гвинейския залив. Изследва река Нигер от Джеба (9°07′ с. ш. 4°50′ и. д. / 9.116667° с. ш. 4.833333° и. д.) до делтата ѝ. Оттам по суша преминава през Западна Нигерия до Ибадан, а след това достига до Лагос. Принципно това голямо пътешествие на Ролфс не дава нищо ново на географите, но за него остава славата на човека, първи в едно пътуване да премине от Средиземно море до Гвинейския залив на Атлантическия океан.
През 1867 и 1868 г. участва като преводач в британска наказателна експедиция в Етиопия, по време на Англо-етиопската война.
През 1869 г. пресича северната част на Либийската пустиня от Триполи до Александрия и изследва античните градове Лептис Магна (32°40′ с. ш. 14°15′ и. д. / 32.666667° с. ш. 14.25° и. д.), Птолемаис и Кирена. Открива депресията Бир-Ресам и изследва соленото езеро Натрон. В тази експедиция за пръв път участва фотограф, който заснема и документира историческите забележителности на лента.
През 1870 – 1871 г., по време на Френско-пруската война, пътува тайно като агент до Тунис за организиране на тамошните берберски племена на въстание срещу френската колониална администрация.
През 1873 и 1874 по поръчение на хедива (управителя) на Египет изследва западната пустинна част на Египет. В състава ѝ влизат немските учени Карл Цител (геолог), Паул Ашерсон (ботаник), Йордан (геодезист) и Георг Швайнфурт, известен вече изследовател на Централна Африка. Основният резултат от тази експедиция е създаването на първата комплексна научна характеристика на природата в тази част на Либийската пустиня.
През 1878 – 1879 г. отново прониква в Либийската пустиня, като целта му е да достигне от север областта Вадаи, но плановете му отново са провалени. Независимо от неудачата, Ролфс пръв от европейците достига до оазиса Куфра (24°11′ с. ш. 23°17′ и. д. / 24.183333° с. ш. 23.283333° и. д.), след което се завръща в Бенгази.
През 1880 г. извършва нова експедиция в Етиопия.

## Последни години (1884 – 1896)
През 1884 – 1885 г. Ролфс е назначен за генерален консул на Германия на остров Занзибар, но скоро е отзован поради несправяне със задълженията си като дипломат.
Умира на 2 юни 1896 г. в селището Рюнгсдорф, близо до град Бад Годесберг, на 65-годишна възраст.

## Памет
- На негово име са кръстени улица и училище в родното му селище Вегезак, улици в Бон, Делменхорст, Линген, Берлин, Дрезден, Хановер, Мюнхен и Ваймар.

## Съчинения
- Reise dirch Marokko, Übersteigung des Grosen Atlas, Exploration der Oasen von Tafilet, Tuat und Tidikelt und Reise durch die grosse Wüste über Rhadames nach Tripoli, Bremen, 1867;
- Von Tripolis nach Alexandria, Bremen, 1871;
- Quer durch Afrika, Bd. 1 – 2, Leipzig, 1874 – 1875;
- Drei Monate in der Libyschen Wüste, Cassel, 1875;
- Kufra, Leipzig, 1881.